# Pueblo (schip, 1944)

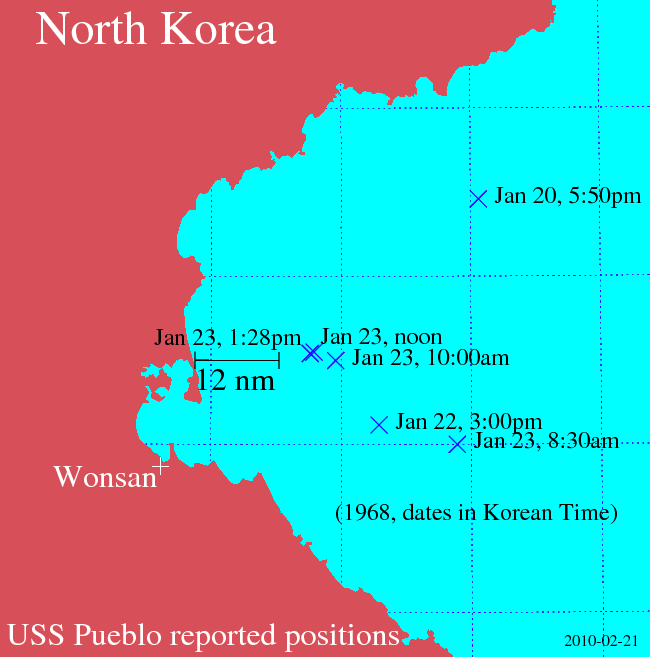
Positie van de Pueblo volgens Amerikaanse bronnen

Een deel van de bemanning tijdens een persconferentie in Noord-Korea

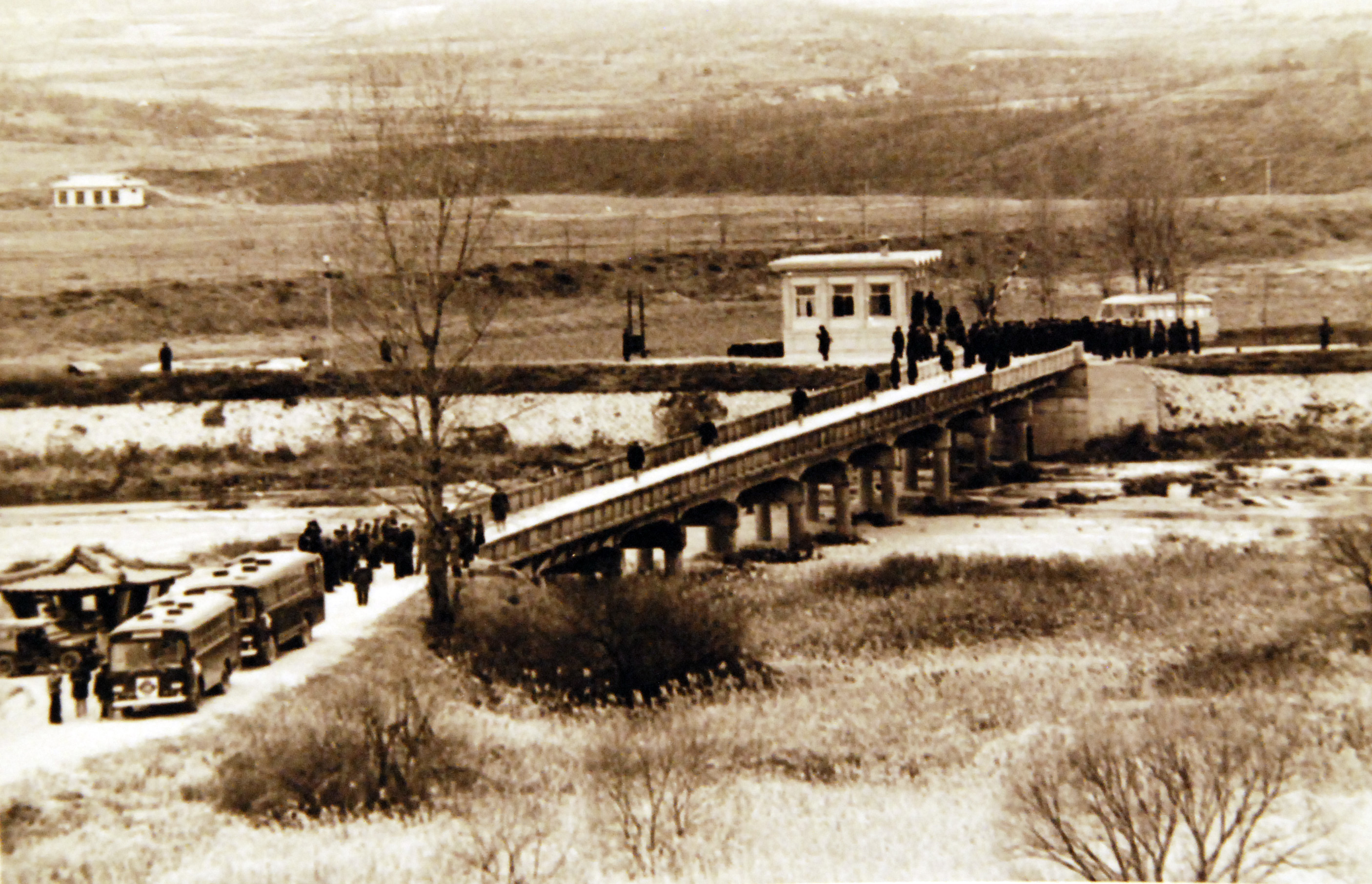
De bemanning steekt de grens met Zuid-Korea over

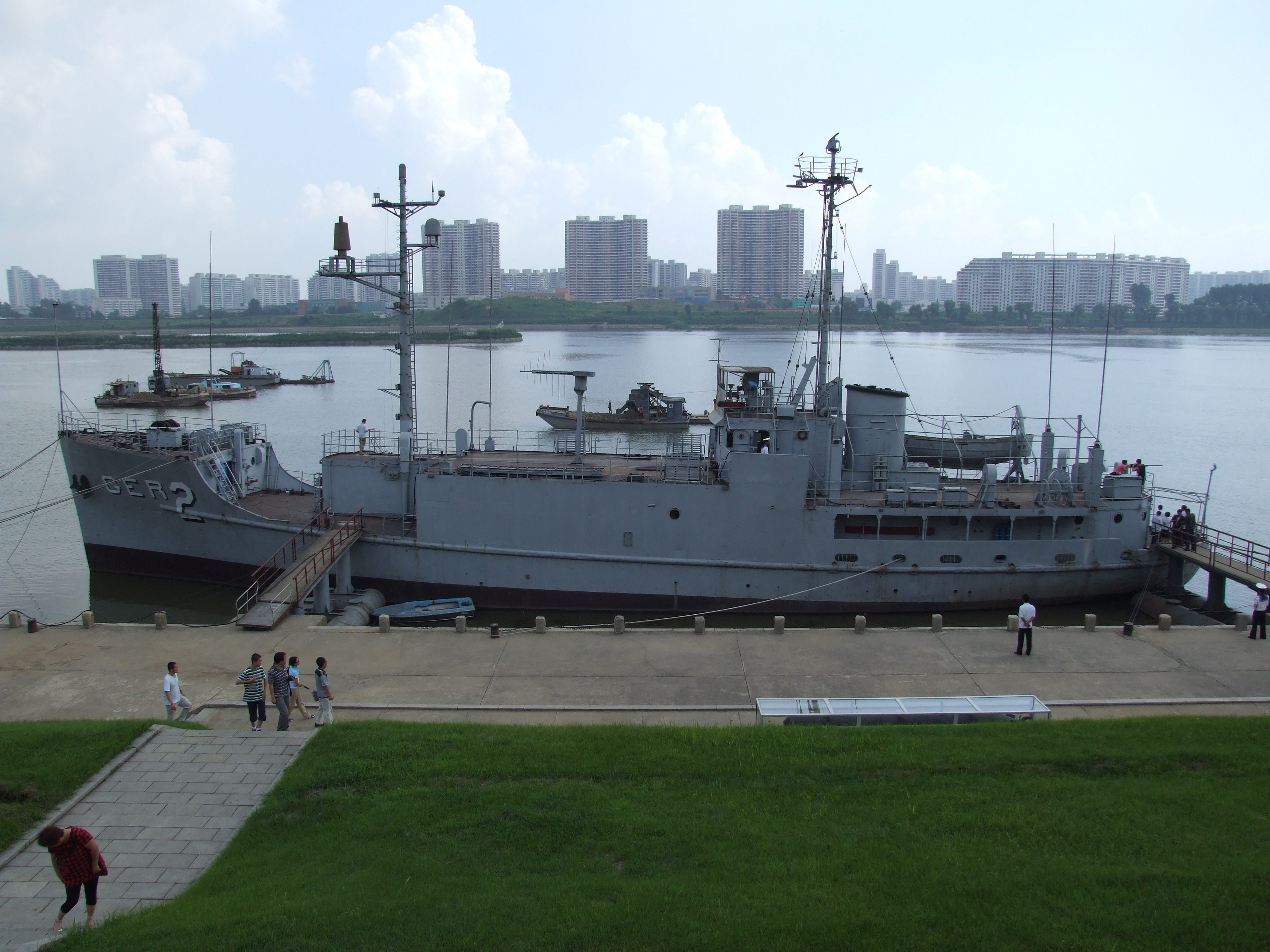
Als museumschip in Pyongjang

USS Pueblo (AGER-2) is een Amerikaans spionagevaartuig dat op 23 januari 1968 in handen is gevallen van het Noord-Koreaanse leger.

## Spionageschip
Het schip werd in 1944 te water gelaten. Het was een klein bevoorradingsschip voor het transport van vracht en mensen. Het ging over naar de Amerikaanse kustwacht die het gebruikte voor trainingsdoeleinden. Het werd in 1954 buiten dienst gesteld. Zo’n 10 jaar later wilde het Amerikaanse leger kleine schepen gebruiken voor het verzamelen van inlichtingen. De lichte vrachtschepen in de mottenballenvloot waren hiervoor zeer geschikt. Het schip werd gereed gemaakt voor deze taak en 12 april 1966 werd het overgedragen aan de Amerikaanse marine. Op 18 juni 1966 werd het omgedoopt tot USS Pueblo (AGER-2). AGER staat voor Auxiliary General Environmental Research, dit was enigszins misleidend om het ware doel te verbloemen. In 1967 of 1968 kwam de Pueblo aan in de Amerikaanse marinebasis in Yokosuka, aan de Baai van Tokio te Japan. Hier kreeg het twee M2 Browning-machinegeweren voor de eigen verdediging.
Op 5 januari 1968 verliet de Pueblo Yokosuka op reis naar de Amerikaanse marinebasis in Sasebo. Van hieruit vertrok het schip op 11 januari 1968 naar de Japanse Zee. Het had de opdracht om activiteiten van de Sovjet-marine in de Straat van Tsushima te observeren en signaal- en elektronische inlichtingen uit Noord-Korea te verzamelen. Voor deze taak zou het schip dicht langs de kust van Noord-Korea varen, maar in internationale wateren blijven. De bemanning had echter weinig ervaring met navigatie zo dicht op de kust. Het schip werd door diverse Noord-Koreaanse vissersschepen gezien, die de positie doorgaven aan het Noord-Koreaanse leger. 
Op 21 januari 1968 deed een Noord-Koreaanse eenheid een moordaanslag op de Zuid-Koreaanse president Park Chung-hee, maar de bemanning van de Pueblo werd er niet over geïnformeerd.
Op 23 januari 1968 werd het schip door een Noord-Koreaans marineschip benaderd. Dit schip beval de Pueblo vervolgens om weg te varen van de kustlijn, anders zou het vuur worden geopend. De Pueblo probeerde weg te draaien, maar dat ging traag waarop er meerdere waarschuwingsschoten werden gelost. Hierbij kwam een Amerikaanse matroos, Duane Hodges, om het leven. Er kwamen andere marineschepen en straaljagers naar de plek en de Pueblo werd geënterd. De bemanning van de Pueblo was begonnen met geheim materiaal te vernietigen, maar slaagde daar niet volledig in. De Amerikaanse marine en de eigen bemanning waren van mening dat de Pueblo  vóór de entering buiten de Noord-Koreaanse territoriale wateren lag, Noord-Korea beweerde dat hij in Noord-Koreaans gebied voer.
De bemanning van de Pueblo  werd gevangengenomen en naar de haven van Wonsan gebracht. Vandaar werden ze overgeplaatst naar krijgsgevangenenkampen. De bemanningsleden meldden bij hun vrijlating dat ze waren uitgehongerd en regelmatig werden gemarteld terwijl ze in hechtenis zaten.
Een dag na het incident was er in Washington D.C. overleg op hoog niveau over deze Noord-Koreaanse actie. Militaire ingrepen werden besproken waaronder een blokkade van havens, luchtaanvallen op militaire doelen en zelfs een aanval op Noord-Korea via de Koreaanse gedemilitariseerde zone. President Lyndon Johnson besloot de Amerikaanse militaire aanwezigheid in de nabijheid van Noord-Korea flink op te voeren. Vliegtuigen werden in naburige landen gestationeerd en Operatie Formation Star ging van start. Een grote vloot, inclusief zes vliegdekschepen waaronder de USS Enterprise, werden samengetrokken en verbleven in de buurt. Voor het eerste sinds de Cubacrisis in 1962 werden Amerikaanse reservisten opgeroepen. Het bleef bij machtsvertoon en reeds op 22 maart 1968 waren alle schepen in deze operatie teruggetrokken.
Onderhandelingen werden gestart, maar de progressie hiervan was moeizaam. Zuid-Korea was aanvankelijk niet betrokken bij de gesprekken, hetgeen tot wrijving met de Amerikanen leidde. Zij waren bang dat de Amerikanen te veel zouden toegeven aan de Noord-Koreaanse eisen om de bemanning van de Pueblo terug te krijgen. Uiteindelijk boden de Verenigde Staten hun verontschuldiging aan. Verder erkenden ze dat de Pueblo had gespioneerd en gaven de verzekering dat de Verenigde Staten in de toekomst niet meer zouden spioneren. De Verenigde Staten hadden wereldwijd al kenbaar gemaakt dat ze alleen hadden toegegeven om de vrijlating van de bemanning te realiseren. De Noord-Koreaanse regering besloot de 82 bemanningsleden vrij te laten. Op 23 december 1968 werd de bemanning, met het lichaam van matroos Hodge, naar de grens van Zuid-Korea gebracht en daar vond de overdracht plaats.

## Nasleep
Terug in eigen land werden alle officieren en bemanningsleden gedaagd voor een rechtbank van de marine. Ze werden beschuldigd voor een overgave zonder verzet en wegens het niet vernietigen van al het geheime materiaal. De rechtszaak liep op niets uit en niemand werd gestraft.
Twee dagen voor deze gebeurtenis hadden 31 militairen van het Noord-Koreaanse leger de gedemilitariseerde zone (DMZ) overgestoken en het verblijf van de president van Zuid-Korea aangevallen in Seoul. Hierbij kwamen 26 Zuid-Koreanen om het leven. Dit en de inbeslagname van de Pueblo gevolgd door misbruik en marteling van haar bemanning in de daarop volgende elf maanden leidde tot grote spanningen tussen westerse en oosterse landen.
Het schip is nog altijd in Noord-Korea, al is het officieel nog altijd een schip in actieve dienst van de Amerikaanse marine. Sinds 2013 ligt het schip afgemeerd langs de rivier Taedong in Pyongyang en wordt daar gebruikt als museumschip en bewijs van Amerikaanse agressie.